# Holotrichia teinzoana
Holotrichia teinzoana är en skalbaggsart som beskrevs av Moser 1918. Holotrichia teinzoana ingår i släktet Holotrichia och familjen Melolonthidae. Inga underarter finns listade i Catalogue of Life.